# Torre Santa
La Torre Santa, con sus 2596 metros, es el pico más alto del Macizo Occidental de los Picos de Europa o Cornión, en la provincia de León en la cordillera Cantábrica. La primera ascensión conocida fue realizada por el francés Paul Labrouche, François Bernat Salles y Vicente Marcos el día 4 de agosto de 1892.
Frecuentemente aparece en la cartografía con el nombre desaconsejado y erróneo de Peña Santa de León que además genera confusión con otras "Peñas Santas" como la Peña Santa de Enol o Torre de Santa María (Asturias, 2486 m s. n. m.)
Para zanjar la discusión acerca de su nombre correcto es preciso tener en cuenta que en los valles de Sajambre y Valdeón suelen emplearse los términos "Pica", "Pico" y "Peña" para montañas de menor entidad. Las grandes cumbres de los macizos Occidental y Central reciben todas ellas el nombre de Torres (p.e., Torre Cerredo, Torre del Llambrión, Torre Bermeja, Torre del Friero y, por supuesto, Torre Santa). Por otro lado en la obra de Pedro Pidal y José F. Zabala: Picos de Europa. Contribución al estudio de las montañas españolas publicada en 1918 se puede comprobar como Gregorio Pérez el Cainejo denomina a esta montaña Torre Santa y utiliza el nombre de Peña Santa para referirse a la de Enol. Este libro recoge la ascensión que realizaron Gregorio Pérez Demaría y Pedro Pidal a esta montaña dos días antes de la primera ascensión al Picu Urriellu (también conocido como Naranjo de Bulnes en la cartografía montañera). 